# Etheostoma akatulo
Etheostoma akatulo är en fiskart som beskrevs av Layman och Richard L. Mayden 2009. Etheostoma akatulo ingår i släktet Etheostoma och familjen abborrfiskar. Inga underarter finns listade i Catalogue of Life.